# Euthalia midia
Euthalia midia är en fjärilsart som beskrevs av Hans Fruhstorfer 1913. Euthalia midia ingår i släktet Euthalia och familjen praktfjärilar. Inga underarter finns listade i Catalogue of Life.